# Траст (банк)
Банк непрофильных активов «Траст» — структура, созданная на базе ОАО «Национальный банк «Траст», контролируемая Центральным банком Российской Федерации. Занимается финансовым оздоровлением проблемных активов с последующей их продажей.

## История

### Менатеп (1995—2004)
Банк основан в 1995 году под названием «Менатеп Санкт-Петербург» как дочерняя компания московского банка «Менатеп», входившего в группу «Менатеп» Михаила Ходорковского. 
В 1998 году рухнул банк «Менатеп», часть его активов перешла в «Менатеп Санкт-Петербург». Финансовые потоки ЮКОСа перешли в «Доверительный и инвестиционный банк» (ДИБ), в 2003 году сменивший название на «Инвестиционный банк «Траст».
В 2003 году, на фоне дела ЮКОСа, председателем совета директоров обоих банков стал Илья Юров, работавший в банке «Менатеп» с 1994 года. 
В 2003—2004 годах менеджмент во главе с Ильёй Юровым выкупил у группы «Менатеп» оба банка.

### Национальный банк «Траст» (2005—2014)
В 2005 году «Менатеп Санкт-Петербург» был переименован в «Национальный банк «Траст». 
В 2008 году «Национальный банк «Траст» и «Инвестиционный банк «Траст» были объединены под названием «Национальный банк «Траст».
В 2010 году лицом рекламной компании «Траста» стал Брюс Уиллис.

### Крах и санация (2015—2017)
В декабре 2014 года Центральный банк объявил о санации НБ «Траст». «Дыра» в капитале банка составила 114 млрд рублей. Санатором был выбран банк «Открытие». В 2015 году «Открытие Холдинг» купил 100% акций «Траста», а летом 2017 сам банк «Открытие» вместе с «Трастом» был передан Центральным банком на санацию  в Фонд консолидации банковского сектора.
В 2020 году «Траст» выиграл иск в Высоком суде Лондона у бывших акционеров Ильи Юрова, Николая Фетисова и Сергея Беляева. Суд установил, что с 2008 года «Траст» начал предоставлять в ЦБ фальшивую отчётность. Акционеры использовали деньги банка в личных целях. На балансе банка оказались долги многочисленных офшоров более чем на $800 млн. 

### Банк непрофильных активов (с 2018)
В 2018 году Центральный банк создал на базе «Траста» банк непрофильных активов, объединив активы санируемых «ФК Открытие», «Бинбанка», «Рост-банка», «Промсвязьбанка», «Автовазбанка» и самого «Траста».
Летом 2018 года «Траст» возглавил Александр Соколов. 
В 2023 году было принято решение продлить работу «Траста» до 2027 года. По состоянию на 1 марта 2023 года задолженность «Траста» перед ЦБ составляла более 1,5 трлн рублей.
Среди бывших активов «Траста» — «Объединённая вагонная компания», «Интеко», банк «Точка», «Ростагро», «Балтийский Лизинг», «Кама», «Инга», «Транс-ойл» и часть акций «Русснефти».  